# High Bentham
High Bentham är en ort i Storbritannien.   Den ligger i grevskapet North Yorkshire och riksdelen England, i den centrala delen av landet, 300 km nordväst om huvudstaden London. High Bentham ligger 102 meter över havet och antalet invånare är 1 999.
Terrängen runt High Bentham är kuperad åt sydost, men åt nordväst är den platt.Runt High Bentham är det ganska glesbefolkat, med 47 invånare per kvadratkilometer. Närmaste större samhälle är Bolton le Sands, 18,1 km väster om High Bentham. Trakten runt High Bentham består i huvudsak av gräsmarker.